# 1472 w literaturze
Wydarzenia literackie w 1472 roku.

## Zmarli
- Leone Battista Alberti, poeta włoski
- Janus Pannonius, poeta chorwacko-węgierski (ur. 1434)